# 新城城

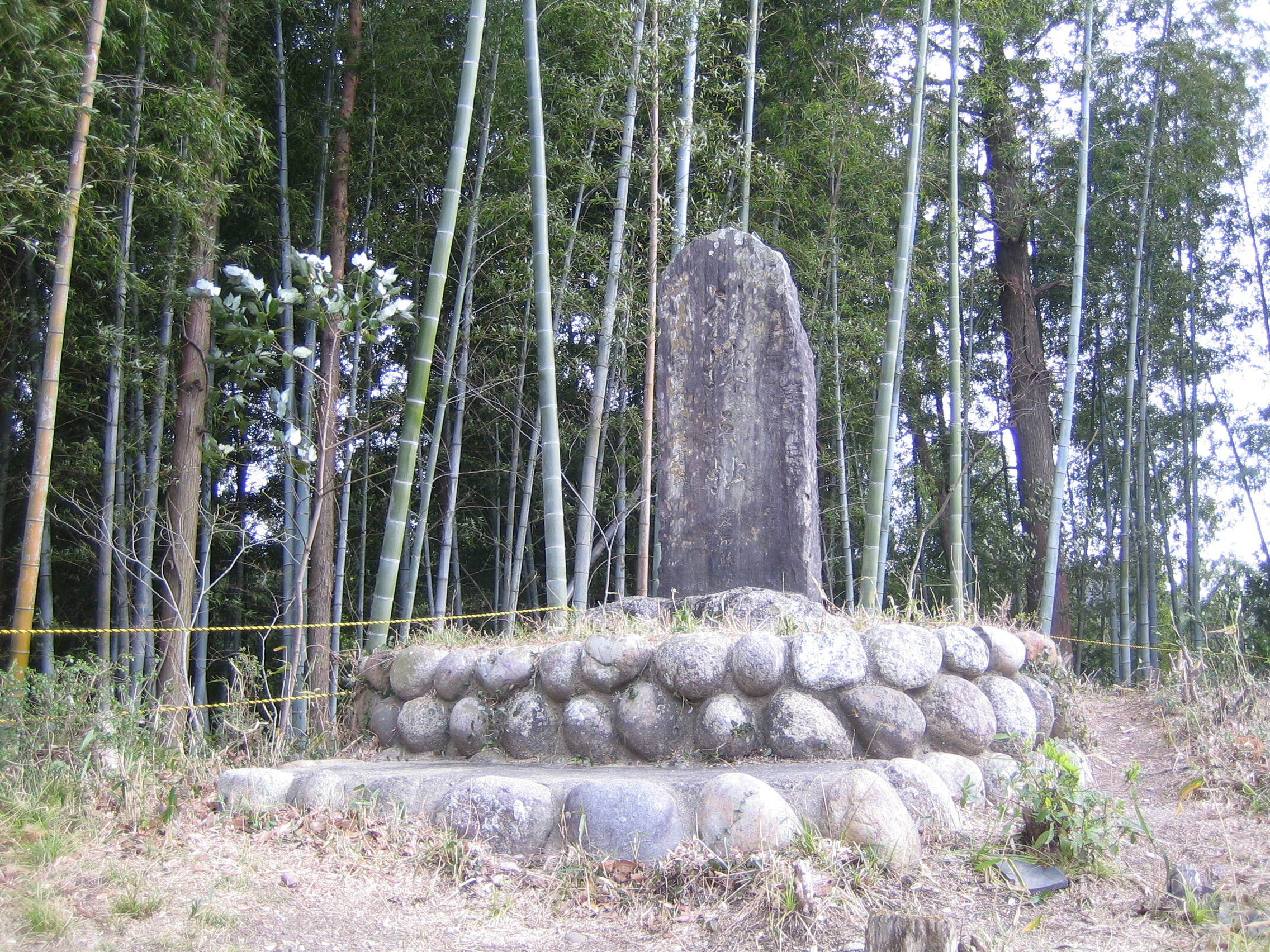
新城城碑（愛知県新城市）

新城城（しんしろじょう）または新城陣屋（しんしろじんや）は、戦国時代から江戸時代後期にかけて三河国（現愛知県新城市）にあった日本の城・陣屋。新城藩の藩庁であった。

## 概要
天正3年（1575年）、徳川家康の長女亀姫と婚姻した奥平信昌によって築城されたという。
天正18年（1590年）の徳川家康の関東への移封ののち、池田輝政の家臣・片桐半右衛門が城代となるも、関ヶ原の戦いの後は天領となった。
水野氏などの領有（新城藩）を経て慶安元年（1648年）に丹波国より菅沼定実が7,000石で入って旗本（交代寄合）となり、同時に陣屋を構えた。定実の時代に、川舟と中馬の中継地点として栄える基盤が整えられ、新城陣屋周辺の商業地は山湊（さんそう）と称された。菅沼氏はこの地で明治時代を迎えたという。
現在は空堀のみを残すものとなっており、他の土地は市役所、中学校、小学校となっている。

## 江戸時代の城主

### 水野家
譜代（1万3,000石）
1. 水野分長（わけなが）
2. 水野元綱（もとつな）

### 菅沼家
旗本（交代寄合）
1. 菅沼定実（さだざね）
2. 菅沼定賞（さだよし）
3. 菅沼定易（さだやす）
4. 菅沼定用（さだもち）
5. 菅沼定庸（さだつね）
6. 菅沼定前（さださき）
7. 菅沼定賢（さだかた）
8. 菅沼定邦（さだくに）
9. 菅沼定志（さだゆき）
10. 菅沼盈富（みつとみ）
11. 菅沼定信（さだのぶ）
12. 菅沼定長（さだなが）